# Traction électrique
Pour l’article homonyme, voir Traction électrique (orgue).
 (mars 2024).
 (mars 2024).

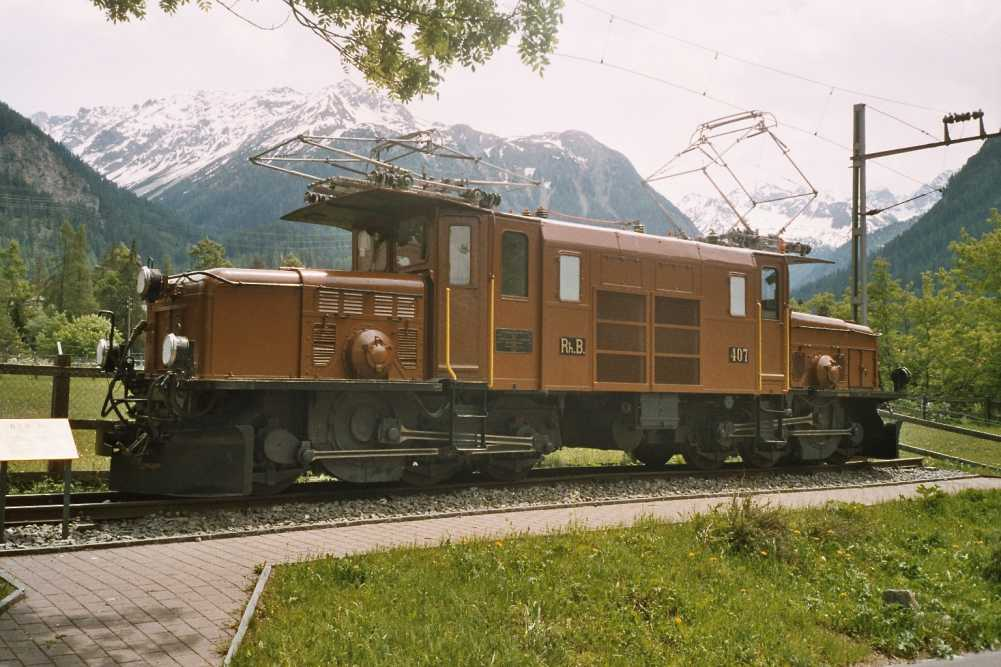
La Ge 6/6 I 407 pour voie métrique

La traction électrique est une motorisation du même type que celle d'une locomotive électrique, mais appliquée à tous types de véhicules ne transportant pas leur réserve d'énergie, celle-ci leur parvenant par un réseau statique. Cette motorisation et cette famille de moyens de transport sont très liées au développement des transports en commun. 
Cette appellation est cependant souvent utilisée aussi pour désigner tous les véhicules électriques, même ceux avec batteries (déplaçant leur réserve d'énergie). Pour faciliter l'étude du sujet et la distinction de ses familles technologiques parallèles :
- Le sigle VeeA désignera les Véhicules-Énergie-Électrique-Autonome, (en généralement avec une batterie électrique de stockage, ou une pile à combustible).

- Par opposition, le sigle VeeR désignera le mode raccordé; (Véhicules-Énergie-Électrique-Raccordé). Ces véhicules sont donc prisonniers, on dit souvent "captifs", d'un parcours équipé et d'un moyen de liaison électrique au réseau terrestre (tram, trolley etc).

Les paramètres principaux sont: un bon rendement et l'absence d'émission polluante atmosphérique. Le parcours peut-être dédié et exclusif ou dédié et partagé (mélangé avec du trafic urbain ou côte-à-côte). En termes d'investissement, le coût est bien plus important que les véhicules standards et ils sont très concurrencés par la famille des « transports en commun en site propre ».  
Il est à noter que pour les locomotives diesel-électriques (voire les autorails diesel-électriques), bien que leurs moteurs de traction soient effectivement électriques, on ne parle pas de traction électrique ; il vaut mieux employer des termes comme traction thermique ou Diesel à transmission électrique. Il en va de même chaque fois qu'un véhicule produit lui-même son énergie électrique.

## Ferroviaires
La première locomotive électrique n'était pas raccordée à un réseau statique. Elle datait de 1837 et consommait l'énergie de piles électriques embarquées. Elle fut construite par un chimiste écossais, Robert Davidson à Aberdeen. 
Dans les débuts du chemins de fer, on a vu plusieurs types de tractions se juxtaposer : 
- La traction hippomobile, utilisée aux origines du chemin de fer (et des tramways).
- La traction vapeur avec une locomotive à vapeur, souvent au charbon.
- La gravité, les véhicules descendant une pente, sans être motorisés.

La première locomotive électrique en traction-électrique (VeeR) date de 1879 à Berlin. Werner von Siemens fit rouler un train de passagers expérimental (circuit circulaire de 300 m). La petite locomotive électrique était entraînée à 13 km/h par un moteur série de 2,2 kW alimenté en 150 V continu par un 3e rail avec un galet collecteur (retour par les rails porteurs).
Ce type de chemin de fer s'est beaucoup développé. 
Les essieux transmettant la force motrice sont très souvent répartis sur les rames, parfois sur les bogies et parfois sur plusieurs essieux. Il y a donc plusieurs moteurs électriques alimentés en même temps et non liés mécaniquement.  On parle alors aussi de rames automotrices électriques, comme pour les tramways, qui ne sont pas à proprement parler tractés, mais automoteurs (moteurs répartis dans les rames).
La traction électrique ferroviaire est la plus répandue. Elle a finalement été choisie dans le projet TGV français qui devait être initialement soit à traction diesel, soit à (turbine à gaz) avant le choc pétrolier de 1973). À quelques exceptions près comme la ligne Paris-Belfort, toutes les grandes lignes du réseau ferré français sont équipées de caténaires. En Suisse, la totalité des chemins de fer sont ainsi équipés, et de nombreuses villes sont dotées de tramways et de  trolleybus pour les réseaux de transports urbains et péri-urbains.  

### Systèmes de captage du courant électrique
Le courant est capté par différents types de systèmes :
Aérien
- Par un pantographe sur une ligne de contact, le plus souvent à suspension caténaire, dans le cas des engins ferroviaires.
- Par des perches, pour les trolleybus ou les anciens tramways.

Au sol
- Par la voie (rails).
- Par une bande de frottement.
- Par un rail spécifique sans charge d'appuis.
- Par des combinaisons de ces différents modes .

Le type de courant est variable. À l'origine, le courant continu dominait ; il est encore beaucoup utilisé, souvent en 1,5 kV, jusqu'à 5 kV. Le monophasé est plus répandu pour des puissances plus élevées dans des tensions jusqu'à 50 kV. On utilise plusieurs types de fréquence, mais le triphasé a été testé et abandonné car il compliquait beaucoup le captage, même s'il diminuait le courant et améliorerait le rendement.

### Sources autonomes embarquées en transport ferroviaire et urbain
En complément d'une alimentation électrique permanente (caténaire, 3e rail, etc.), le moteur du matériel roulant peut emmagasiner de l'énergie sous diverses formes (cinétique, chimique, etc.) afin de réalimenter la chaîne de traction et les services auxiliaires (éclairage, Chauffage, etc.). Cette source est réversible : un freinage électrique permet de recharger le réservoir. Ce système embarqué peut soit compléter, soit remplacer temporairement le système de captage de la source d'énergie externe.
La faible autonomie embarquée limite actuellement cette application aux systèmes légers type tramway, bus, trolleybus.
Batteries d'accumulateurs : Depuis les origines, des batteries ont été également utilisées, permettant durant de courts instants de s'affranchir de la liaison électrique avec le réseau (manœuvres lentes de gare). En revanche, il est inutile d'imaginer de grands trajets autonomes tant le volume et le poids des batteries deviennent démesurés. En effet, le rendement énergétique chute très vite avec la surcharge du stockage électrique (surpoids, autonomie, puissance limitée, surtout en crête). On trouve notamment des tramways avec batteries embarquées sur la ligne 1 du tramway de Nice.
Super-capacités : des racks de super-capacités, souvent associés à des batteries, permettent des échanges électriques importants compatibles avec la traction électrique. L'inconvénient est, comme pour les batteries, le risque chimique présenté par ces composants, notamment en tunnel, et sa sensibilité à la température. De plus en plus de réseaux de tramway recourent à cette technologie afin de s'affranchir de la ligne aérienne de contact en centre-ville historique par exemple. Des rames de tramway de Saragosse, Séville, Luxembourg, Nice (lignes 2 et 3), Birmingham... sont ou seront équipées d'un système à super-capacité/batteries, avec recharge à chaque station (biberonnage).
Volant d'inertie (gyrobus) : un volant massif tournant à grande vitesse permet de stocker de l'énergie cinétique et de la réutiliser sous forme électrique. L'inconvénient de ce système est sa grande masse, le risque mécanique, les effets gyroscopiques sur le mouvement du véhicule, les appareillages périphériques complexes, la maintenance. D'autres systèmes ont été utilisés : énergie pneumatique (air comprimé) et mécanique (ressorts) sur des tramways, avec une autonomie relativement faible.
À noter que ces systèmes peuvent également être installés au sol, pour renforcer ou recycler l'alimentation électrique localement (exemple : en bout de ligne, ou quand il n'y a pas de sous-station).

## Routières

### Transports en commun

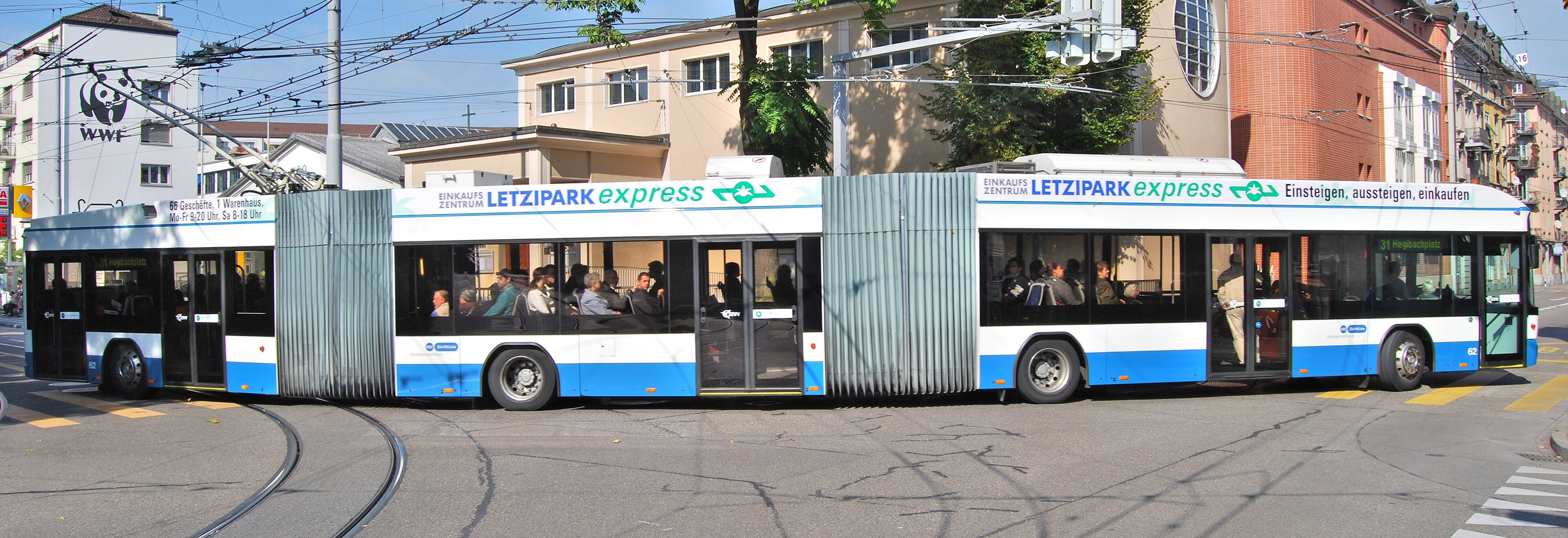
Trolleybus double-articulé « LighTram3 », à Zurich

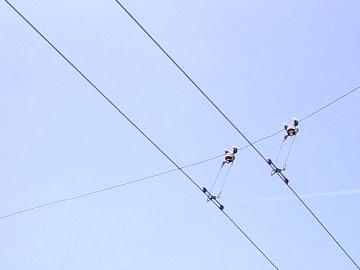
Lignes aériennes de contact de trolleybus

Par analogie, on parlera également de traction électrique dans le cas des trolleybus, par opposition aux autobus diesels. Le trolleybus, étant muni de pneumatiques et roulant sur la chaussée et non sur des rails, disposition naturellement isolante, réclame une ligne de contact double pour le retour au sol du courant. Les trolleybus existent depuis le début du XXe siècle. Ils ont connu leur apogée en France à l'occasion de la disparition des réseaux de tramways (1930-1960). Certaines lignes interurbaines avaient même été électrifiées (Aix-Marseille), ou seulement projetées (Lyon-St-Étienne). L'Ukraine possède en Crimée la plus longue ligne de trolleybus du monde, mise en service en 1961, le trolleybus de Crimée qui relie Simferopol à Yalta (86 kilomètres).
En France, ces trolleys, qui avaient failli disparaître dans les années 1970, subsistent dans certaines villes, en particulier à Lyon, capitale française du trolleybus (350 trolleybus en circulation en 1957), qui est aujourd'hui en train d'électrifier deux nouvelles lignes fortes, les C1 et C2 (mise en service en 2011), pour y faire rouler les nouveaux Cristalis articulés (de conception lyonnaise). En revanche, d'autres pays, en particulier la Suisse, n'ont jamais cessé d'en utiliser en grand nombre, et dans presque toutes les villes, sans pour autant avoir abandonné les tramways.

### Autres véhicules
Le transport de marchandises par des sortes de tram serait-il envisageable? L'interopérabilité entre moyens de transports avec des triages décentralisés multimodaux serait-il pertinent? Les moyennes et petites contenances (et charges utiles) auraient alors besoin de normalisations et d'études préalables. Il faudrait partir des modèles des conteneurs maritime, caisse mobile routière, ou par exemple de ceux aériens LD3 pour extrapoler et avoir des compatibilités de moyens.
Les  véhicules équipés de batteries, que ce soit des camions-poubelle, des bus ou d'autres véhicules encore, ont été développés tout au long du XXe siècle, et existent toujours, sans avoir rencontré le niveau de diffusion et de fiabilité des réseaux de trolleybus. Cependant, il apparaît ces dernières années des segments de déplacements pertinents (trajets très court, etc). Contraints par les problématiques environnementales les constructeurs ont mené des efforts de recherche dans l'amélioration de l'efficacité des véhicules électriques pour proposer des véhicules de toutes tailles utilisant la traction électrique combinée à un stockage de l'énergie électrique dans des batteries qui lui aussi tend à s'améliorer. Demande et offre sont encore à un niveau peu élevé mais le marché suit la voie d'une progression.

### Automobiles
Aucune automobile électrique raccordée (VeeR) n'existe actuellement (les auto-tamponneuses dans les foires ne sont pas vraiment des véhicules). Les voitures électriques actuelles transportent une batterie. 
L'alimentation d'une voiture à la manière d'un tramway ou d'un trolleybus pour certains tronçons, faciles à équiper, se justifierait-elle ?
Masse des batteries embarquéesElle reste importante (VeeA) et le poids est le premier frein au rendement global du véhicule. La densité d'énergie des carburants courants est environ 80 fois supérieure à celle des accumulateurs lithium-ion. Cette masse de batterie limite doublement l'autonomie. Les VeeA nécessitent des véhicules très solides pour résister au crash-test. Le rapport de masse (PV+poids-moyen-des-passagers)/PTAC) se rapproche beaucoup de 1 (PTAC=poids-total-autorisé-en-charge; PV=poids-à-vide). Il y a donc peu de marge pour ajouter de la charge pour les déplacements longs. Il y a peu d'études qui comparent l'énergie utile à la charge utile avec l'énergie primaire consommée par le véhicule dont on pourrait tirer un rendement global de transport. Rgtu = Ecut/Eprim. Cette comparaison donnerait une très mauvaise note au véhicule à batterie[réf. nécessaire]. La problématique ressemble à celle de l'aviation où la masse transportée doit être estimée avec précision. C'est la raison principale du faible nombre de VeeA utilisés pour les transports de marchandises et de passagers[réf. souhaitée]. Leur usage pertinent reste limité : trajets courts, à faible vitesse, à fréquence faible, non pollution de l'air impérative avec la technologie actuelle.
Puissance à transmettre au véhiculevu la puissance courante des véhicules milieu de gamme d'aujourd'hui on peut dire qu'elle est démesurée par rapport aux puissances compatibles avec une traction électrique[réf. nécessaire]. La puissance moyenne d'une berline-break actuelle est d'environ 95 CV (soit 70 kW). Cette puissance nécessaire pourrait être divisée par environ cinq ou six pour la même charge utile[réf. souhaitée] vu l'allègement du véhicule. En diminuant les accélérations possibles par deux, on peut faire chuter grandement la puissance nécessaire. Une grande partie de la puissance de nos véhicules est liée aux manœuvre de doublement qui nécessitent une violente mobilisation d'énergie. Cette problématique dessine donc une vision du déplacement bien différente de celle d'aujourd'hui : des véhicules à vitesses toutes identiques, régulières, sans doublements. Les conducteurs aux commandes pour les parties raccordées ne sont alors plus nécessaires.
Apport de l'électricité au mobileL'élément technique à adapter à la voiture est celui permettant l'apport de l'électricité au mobile. Plusieurs familles de technologies sont utilisées : rail porteur et d'alimentation, ou rail enterré non porteur (alimentation par le sol) (APS), bandes de frottement aériennes ou latérale.
Rendement global bien meilleur par comparaison au VeeAEn effet l'addition des pertes, dans le système VeeA est important (charge, décharge, énergie spécifique perdue lors du déplacement des masses (batteries + châssis plus lourd)). (on peut aussi tenir compte de l'immobilisation nécessaire du système pendant la charge). L'énergie perdue peut-être multipliée par un facteur 5[réf. nécessaire].
Production de l'énergie nécessairePar comparaison, elle est très réduite pour la traction-électrique-raccordée (VeeR), la production en grande quantité de celle-ci ne pose pas les mêmes problèmes. Ceux rencontrés par ailleurs dans la prévision du développement (VeeA) sont très complexes (rechargement qui pourraient être décalées pendant les heures creuses, la nuit ou via la généralisation des smart grids).
Pollutions associéesCelles du VeeA sont une très lourde charge globale (déconstruction, beaucoup de matériaux chers et rares).
En résumé, des tronçons de routes équipés, plus ou moins denses, limiteraient l'épuisement des réserves d'énergie. Le véhicule dispose donc d'un petit moyen autonome de déplacement pour les tronçons-trajets de jonctions. Si cette solution VeeR nécessite des investissements énormes et une normalisation très poussée, ce mode de traction a des avantages importants.

## Prospective
Les véhicules multimodes, combinant un moyen autonome et des tronçons de trajets raccordées VeeR sont voués à des développements nouveaux et continus dans le contexte de transition énergétique dé-carbonée. Des combinaisons avec d'autres mode de propulsion autonome permettant des "excursions" (éloignement du système de réseau électrique terrestre spécifique), mais aussi des "jonctions" (trajets pour rejoindre une autre ligne). 
La traction-électrique VeeR fait l'objet de beaucoup moins de communication et de pubs que les voitures-électriques VeeA (à batterie) car elle ne concerne pas du-tout l'acquisition de moyens individuels de déplacement. Cette VeeR traction-électrique se développent très régulièrement. Les électrifications se poursuivent à un bon rythme dans de nombreux pays. La France entretien très régulièrement une place de leader dans ce domaine précis par des innovations (TGV, dernier  tram de Bordeaux 2011 - SPIE ENERTRANS). Il y a en France un réel foisonnement de projets et de brevets sur ce thème précis. Ce secteur technologique pointu a ses propres écoles. Il a un dynamisme semblable au secteur français du transport par câble. Cette vivacité technologique est étonnante mais fragile dans le contexte mondial actuel! Dans le chapitre automobile ci-dessous, nous verrons si les paramètres physiques et techniques existent pour qu'un nouveau segment de la VeeR (traction-électrique) évolue vers les trajets plus individualisés. 
Se déplacer est aussi vital que de communiquer! C'est le vecteur d'une santé globale de la société et de l'économie (circulation fluide des produits)! Dans notre modèle économique actuel, c'est un besoin intrinsèque vital. Plus notre monde devient technique plus le déplacement joue un rôle majeur : moyens médicaux, formations-universités, administrations.
La mobilité électrique VeeA traditionnelle est devant une barrière technologique quasi infranchissable, liée à l'énergie spécifique. Les investissements très lourds économiquement et physiquement pour recharger les batteries apportent des résultats très moyens. Les investissements sont à la charge des quelques précurseurs supportant ce segment économique réduit. La technologie voiture électrique VeeA revient sur le devant de la scène à de nombreuses reprises tout au long du siècle passé. Ces VeeA font actuellement l'objet de très grands efforts de communication pour rentabiliser les innovations développées. Elles sont présentées comme une voie d'avenir majeur alors que dans l'état actuel, la voiture tout-électrique couvrira peut-être 3 % des besoins de déplacement. Ce sont donc les combinaisons qui vont être la voie d'avenir. Le segment technologique pertinent supportant le perfectionnement de ces techniques vient surtout de "l'assistance électrique de traction", des synergies avec les autres propulsions en hybrides et des régimes transitoires par l'interaction dans la récupération d'énergie cinétique.
Par opposition, le domaine de la traction-électrique-raccordée VeeR pourrait peut-être devenir grand public, économique pour l'utilisateur final et avec un bilan positif pour la collectivité (véhicules légers simples, d'entretien réduit, avec une durée de vie élevée, matériaux simples et réutilisables). Mais cette solution nécessite des investissements importants pour la collectivité (exemple des TGV, Tram etc). Ces investissements sont à mettre en perspective des services rendus dans le modèle économique global ou la mobilité joue un rôle majeur.
Dans l'optique de la réduction du PV/CU (poids à vide sur charge utile) de très nombreuses innovations multimodales peuvent-être imaginés pertinentes et développés. Par exemple, la dissociation physique du système tracteur et de l'habitacle: tracteur en location partage. Pour partir en vacance l'habitacle est ainsi transporté sur un camion plateau, bateau ou train. À l'arrivée les choix de tracteurs peuvent être variés et adaptés au terrain.
Le renchérissement des carburants traditionnels peut imposer des évolutions de la traction électrique.